# Сахарса (округ)
Саха́рса (хинди सहरसा जिला; англ. Saharsa) — округ на востоке центральной части индийского штата Бихар. Образован 1 апреля 1954 года. Административный центр — город Сахарса. Площадь округа — 1702 км². По данным всеиндийской переписи 2001 года население округа составляло 1 508 182 человека. Уровень грамотности взрослого населения составлял 39,08 %, что значительно ниже среднеиндийского уровня (59,5 %).